# Cathedral Parkway – 110th Street (stacja metra na Eighth Avenue Line)
Cathedral Parkway – 110th Street – stacja metra nowojorskiego, na linii A, B i C. Znajduje się w dzielnicy Manhattan, w Nowym Jorku i zlokalizowana jest pomiędzy stacjami 116th Street i 103rd Street. Została otwarta 10 września 1932.